# Henry VII Lady Chapel
A Henry VII Lady Chapel (em português: Capela Mariana de Henrique VII), agora mais conhecida apenas como Henry VII Chapel, é uma grande capela mariana, ou seja, consagrada à Santa Maria, mãe de Jesus, no extremo leste da Abadia de Westminster, custeada pelo testamento do rei Henrique VII. É separada do resto da abadia por portões de latão e um lance de escadas.
A estrutura da capela é composta por três naves e quatro vãos, sendo conhecida por seu teto de abóbada suspensa. A abside da capela contém o altar e, atrás dele, os túmulos de Henrique VII e sua esposa, Isabel de Iorque, bem como o de Jaime VI da Escócia e I da Inglaterra.
A capela foi construída em estilo gótico perpendicular tardio, cuja magnificência levou John Leland a chama-la de orbis miraculum, a maravilha do mundo. Os túmulos de vários monarcas, incluindo Henrique VII, Eduardo VI, Maria I, Isabel I, Jaime VI da Escócia e I da Inglaterra, Carlos II e Maria da Escócia, encontram-se na capela.
A capela também é a igreja matriz da Ordem do Banho desde 1725, e os estandartes dos membros estão pendurados acima das arquibancadas.

## História
No século XIII, um movimento de devoção à Virgem Maria inspirou a construção de capelas em sua homenagem em toda a Europa. A Capela Mariana de Henrique III na Abadia de Westminster fazia parte dessa tendência. Em 1502, Henrique VII planejou uma nova capela. A antiga foi demolida em 1502 e a construção da nova fundação começou em 24 de janeiro de 1503.
Henrique VII tinha três objetivos ao planejar a capela. A primeira era construir um santuário para homenagear e guardar o corpo de Henrique VI, que se esperava ser canonizado. Por fim, a canonização não ocorreu e Henrique VI e sua esposa, Isabel de Iorque, foram enterrados na tumba destinada a Henrique VI. Em segundo lugar, Henrique VII desejava dedicar uma capela mais elaborada à Virgem Maria para substituir a estrutura mais antiga e simples; e terceiro, ele queria um mausoléu real para ele, sua família e seus herdeiros em um importante local religioso que aumentaria sua legitimidade como rei e seu legado.

Henrique VII alocou mais de £14.000 para sua construção entre 1503 e 1509. Em seu testamento, ele estipulou que mais fundos deveriam ser fornecidos conforme necessário. O custo final da capela é estimado em £20.000. De acordo com Francis Bacon, 1º Visconde St Alban:
Ele jaz em Westminster em um dos monumentos mais majestosos e delicados da Europa… De modo que ele habita mais ricamente morto no monumento de sua tumba do que vivo em Richmond ou em qualquer um de seus palácios.
No século XVIII, um observador comentou que “[esta] capela, foi dito, foi projetada como um sepulcro no qual ninguém, exceto os de sangue real, jamais deveria ser enterrado; consequentemente, a vontade do fundador foi observada até agora, de modo que todos os que até agora foram admitidos são da mais alta qualidade e podem traçar sua descendência de alguns de nossos antigos reis”. Nos anos seguintes, algumas pessoas de ascendência não aristocrática, incluindo Oliver Cromwell, foram enterradas lá, mas durante a restauração da monarquia muitas dessas pessoas foram desenterradas e tiveram seus restos movidos para outro lugar.

## Figuras enterradas na Lady Chapel
- Ana da Grã-Bretanha
- Ana da Dinamarca, Rainha Consorte da Escócia e Inglaterra
- Ana, Duquesa de Iorque e Albany
- Ana de Mowbray, Duquesa de Iorque e Norfolk
- Antônio Filipe, Duque de Montpensier
- Carolina de Ansbach, Rainha Consorte da Grã-Bretanha
- Catarina de Valois, Rainha Consorte da Inglaterra
- Carlos II da Inglaterra
- Eduardo V da Inglaterra (presumido, identidade não confirmada; também presumivelmente enterrado na Capela de São Jorge, Castelo de Windsor)
- Eduardo VI da Inglaterra
- Isabel I da Inglaterra
- Isabel de Iorque, Rainha Consorte da Inglaterra
- Isabel Cavendish, Condessa de Devonshire
- Jorge II da Grã-Bretanha
- George Monck, 1º Duque de Albemarle
- George Villiers, 1º Duque de Buckingham
- Henrique VII da Inglaterra
- Jaime VI da Escócia e I da Inglaterra
- Margarida Beaufort, Condessa de Richmond e Derby
- Margarida Douglas, Condessa de Lennox
- Maria Josefina, Condessa de Provence (transferida para a Catedral de Cagliari em 1811)
- Maria I da Inglaterra
- Maria II da Inglaterra
- Maria da Escócia
- Oliver Cromwell (desenterrado após a restauração da monarquia)
- Ricardo de Shrewsbury, Duque de Iorque (presumido, identidade não confirmada; também presumivelmente enterrado na Capela de São Jorge, Castelo de Windsor)
- Guilherme III da Inglaterra
- Guilherme, Duque de Gloucester

1. 1 2 3 4  «Lady Chapel». Westminster Abbey (em inglês). Consultado em 23 de dezembro de 2022
2. ↑  Brayley, Edward Wedlake (1818). The History and Antiquities of the Abbey Church of St. Peter, Westminster: Including Notices and Biographical Memoirs of the Abbots and Deans of that Foundation (em inglês). [S.l.]: proprietor, J. P. Neale, and sold by Longman, Hurst, Rees, Orme, and Brown
3. ↑  pixeltocode.uk, PixelToCode. «Henry III | Abadia de Westminster». Westminster Abbey (em inglês). Consultado em 23 de dezembro de 2022
4. ↑  «The miraculous afterlife of Henry VI». HistoryExtra (em inglês). Consultado em 23 de dezembro de 2022
5. 1 2  Lindley, Phillip G. (2003). «Henry VII's chapel, Westminster Abbey»: 202–211. Consultado em 23 de dezembro de 2022
6. 1 2 3  Trowles, Tony (outubro de 2011). Treasures of Westminster Abbey (em inglês). [S.l.]: Scala Publishers Limited
7. ↑  Albans.), Francis Bacon (visct St (1819). The works of Francis Bacon (em inglês). [S.l.: s.n.]
8. ↑  An Historical Description of Westminster Abbey: Its Monuments and Curiosities : Designed Chiefly as a Guide to Strangers (em inglês). [S.l.]: A.K. Newman and Company. 1827